# ویشلنه
ویشلنه (به بلغاری: Vishlene) یک منطقهٔ مسکونی در بلغارستان است که در شهرستان پتریچ واقع شده‌است.